# Вагенар, Джош
Джошуа Фредерик Вагенар (англ. Joshua Frederick Wagenaar; род. 26 февраля 1985, Гримсби, Онтарио) — канадский футболист, игравший на позиции вратаря.

## Клубная карьера
В 2002 году начал профессиональную карьеру с лондонским «Сити» в Канадской профессиональной футбольной лиге.

### Нидерланды и Дания
Вагенар начал свою карьеру в Нидерландах как запасной вратарь после Стефана Постма. Дебют состоялся в матче против ПСВ, когда вышел на замену после того, как Постма сломал ногу в результате столкновения. Вагенар начал следующую игру против АЗ, в которой «АДО Ден Хааг» сыграв 2:2, заработал первое очко в сезоне. Во время игры Джош пострадал от разрыва мышцы в грудной клетке и не смог начать следующую игру. Сезон закончился тем, что Вагенар сыграл еще пару игр, а «Ден Хааг» вылетел. В середине второго года он покинул Ден Хааг и отправился в Штаты, чтобы сосредоточиться на олимпийской квалификации с канадской командой до 23 лет. Канада проиграла финальное место на Олимпийских играх в Пекине американцам, в которую вошли Саша Клештан, Фредди Аду, Джонатан Спектор и Джози Алтидор. После олимпийской квалификации Вагенар стал игроком датского «Люнгбю», в котором играл на протяжении последних двух месяцев сезона.

### «Йовил Таун»
В июле 2008 был на просмотре в «Лидс Юнайтеде», но контракт ему не предложили. 6 августа того же года стал игроком «Йовил Таун», в котором была потребность в вратарях.
В течение первых трех месяцев он был запасным после Асмира Беговича, но после окончания аренды боснийского вратаря, Вагенар сыграл каждую игру и вошёл в команду недели после матча с «Саутенд Юнайтед».
В 2009 году подписал однолетнее соглашение с «Фалкирком». В конце сезона покинул шотландский клуб после того, как команда вылетела из высшего дивизиона.

## Международная карьера
Дебют за национальную сборную Канады состоялся 15 ноября 2006 года в товарищеском матче против Венгрии. Был в составах сборной на Золотой кубок КОНКАКАФ 2009, но там не сыграл ни одного матча. Всего Вагенар за «красных» сыграл 4 матчей.